# Copa Heineken 1997–98
A Copa Heineken 1997-98 foi a 3ª edição do evento e foi vencida pelo Bath da Inglaterra.

## Times
| França                                  | País de Gales                               | Inglaterra                                            | Escócia                         | Irlanda                       | Itália                   |
| --------------------------------------- | ------------------------------------------- | ----------------------------------------------------- | ------------------------------- | ----------------------------- | ------------------------ |
| - Toulouse - Brive - Paloise - Bourgoin | - Swansea - Pontypridd - Llanelli - Cardiff | - Leicester Tigers - London Wasps - Bath - Harlequins | - Glasgow - Borders - Caledonia | - Leinster - Munster - Ulster | - Treviso - Rugby Milano |

Os 20 times foram divididos em 5 grupos de 4 equipes.

Os vencedores de cada grupo avançam diretamente para as quartas de final.

As cinco segundas colocadas, e a melhor terceira colocada jogaram repescagem para adicionar-se as outras 5 equipes nas quartas-de-final.

## Fase de grupos

### Grupo 1
| Team      | P | W | D | L | TF | PF  | PA  | +/- | Pts |
| --------- | - | - | - | - | -- | --- | --- | --- | --- |
| Toulouse  | 6 | 5 | 0 | 1 | 25 | 200 | 121 | +79 | 10  |
| Leicester | 6 | 4 | 0 | 2 | 16 | 163 | 117 | +46 | 8   |
| Leinster  | 6 | 2 | 0 | 4 | 15 | 137 | 167 | −30 | 4   |
| Milan     | 6 | 1 | 0 | 5 | 15 | 111 | 206 | −95 | 2   |

| 6 de setembro 15:00 |         |          |                           |
| Leinster            | 25 – 34 | Toulouse | Donnybrook Público: 6,300 |
|                     |         |          | Donnybrook Público: 6,300 |

| 7 de setembro 15:00 |         |       |                             |
| Leicester Tigers    | 26 – 10 | Milan | Welford Road Público: 9,300 |
|                     |         |       | Welford Road Público: 9,300 |

| 12 de setembro 17:30 |        |                  |                           |
| Leinster             | 16 – 9 | Leicester Tigers | Donnybrook Público: 7,000 |
|                      |        |                  | Donnybrook Público: 7,000 |

| 13 de setembro 16:00 |         |          |                                         |
| Milan                | 14 – 19 | Toulouse | Stadio Comunale Giuriati Público: 2,000 |
|                      |         |          | Stadio Comunale Giuriati Público: 2,000 |

| 20 de setembro 16:00 |         |          |                                         |
| Milan                | 33 – 32 | Leinster | Stadio Comunale Giuriati Público: 1,100 |
|                      |         |          | Stadio Comunale Giuriati Público: 1,100 |

| 20 de setembro 18:05 |         |                  |                                  |
| Toulouse             | 17 – 22 | Leicester Tigers | Les Sept Deniers Público: 11,000 |
|                      |         |                  | Les Sept Deniers Público: 11,000 |

| 27 de setembro 15:00 |         |          |                              |
| Leicester Tigers     | 47 – 22 | Leinster | Welford Road Público: 10,392 |
|                      |         |          | Welford Road Público: 10,392 |

| 27 de setembro 18:00 |         |       |                                 |
| Toulouse             | 69 – 19 | Milan | Les Sept Deniers Público: 7,000 |
|                      |         |       | Les Sept Deniers Público: 7,000 |

| 4 de outubro 14:15 |         |          |                              |
| Leicester Tigers   | 22 – 23 | Toulouse | Welford Road Público: 10,600 |
|                    |         |          | Welford Road Público: 10,600 |

| 4 de outubro 15:00 |        |       |                           |
| Leinster           | 23 – 6 | Milan | Donnybrook Público: 5,500 |
|                    |        |       | Donnybrook Público: 5,500 |

| 11 de outubro 15:20 |         |          |                                 |
| Toulouse            | 38 – 19 | Leinster | Les Sept Deniers Público: 7,000 |
|                     |         |          | Les Sept Deniers Público: 7,000 |

| 12 de outubro 15:00 |         |                  |                                         |
| Milan               | 29 – 37 | Leicester Tigers | Stadio Comunale Giuriati Público: 2,000 |
|                     |         |                  | Stadio Comunale Giuriati Público: 2,000 |

### Grupo 2
| Team    | P | W | D | L | TF | PF  | PA  | +/-  | Pts |
| ------- | - | - | - | - | -- | --- | --- | ---- | --- |
| Wasps   | 6 | 6 | 0 | 0 | 31 | 243 | 104 | +139 | 12  |
| Glasgow | 6 | 3 | 0 | 3 | 14 | 132 | 167 | −35  | 6   |
| Swansea | 6 | 2 | 0 | 4 | 15 | 157 | 161 | −4   | 4   |
| Ulster  | 6 | 1 | 0 | 5 | 6  | 95  | 195 | −100 | 2   |

| 7 de setembro 15:15 |         |              |                            |
| Swansea             | 25 – 31 | London Wasps | St. Helen's Público: 5,000 |
|                     |         |              | St. Helen's Público: 5,000 |

| 8 de setembro 19:00 |         |         |                          |
| Ulster              | 12 – 18 | Glasgow | Ravenhill Público: 2,100 |
|                     |         |         | Ravenhill Público: 2,100 |

| 13 de setembro 14:00 |         |        |                            |
| Swansea              | 33 – 16 | Ulster | St. Helen's Público: 3,000 |
|                      |         |        | St. Helen's Público: 3,000 |

| 14 de setembro 15:00 |         |             |                                  |
| Glasgow              | 22 – 46 | London Waps | Scotstoun Stadium Público: 3,500 |
|                      |         |             | Scotstoun Stadium Público: 3,500 |

| 21 de setembro 15:00 |         |         |                                  |
| Glasgow              | 35 – 21 | Swansea | Scotstoun Stadium Público: 3,000 |
|                      |         |         | Scotstoun Stadium Público: 3,000 |

| 21 de setembro 15:00 |        |        |                                    |
| London Wasps         | 56 – 3 | Ulster | Loftus Road Stadium Público: 4,120 |
|                      |        |        | Loftus Road Stadium Público: 4,120 |

| 27 de setembro 14:30 |         |         |                          |
| Ulster               | 28 – 20 | Swansea | Ravenhill Público: 2,500 |
|                      |         |         | Ravenhill Público: 2,500 |

| 28 de setembro 15:00 |        |         |                                    |
| London Wasps         | 43 – 5 | Glasgow | Loftus Road Stadium Público: 3,825 |
|                      |        |         | Loftus Road Stadium Público: 3,825 |

| 3 de outubro 19:30 |         |              |                          |
| Ulster             | 21 – 38 | London Wasps | Ravenhill Público: 3,250 |
|                    |         |              | Ravenhill Público: 3,250 |

| 4 de outubro 14:15 |         |         |                            |
| Swansea            | 30 – 22 | Glasgow | St. Helen's Público: 3,000 |
|                    |         |         | St. Helen's Público: 3,000 |

| 12 de outubro 15:00 |         |        |                                  |
| Glasgow             | 30 – 15 | Ulster | Scotstoun Stadium Público: 4,000 |
|                     |         |        | Scotstoun Stadium Público: 4,000 |

| 12 de outubro 15:00 |         |         |                                    |
| London Wasps        | 29 – 28 | Swansea | Loftus Road Stadium Público: 3,500 |
|                     |         |         | Loftus Road Stadium Público: 3,500 |

### Grupo 3
| Team             | P | W | D | L | TF | PF  | PA  | +/- | Pts |
| ---------------- | - | - | - | - | -- | --- | --- | --- | --- |
| Bath             | 6 | 5 | 0 | 1 | 12 | 141 | 119 | +22 | 10  |
| Brive            | 6 | 4 | 1 | 1 | 24 | 210 | 146 | +64 | 9   |
| Pontypridd       | 6 | 2 | 1 | 3 | 17 | 154 | 147 | +7  | 5   |
| Scottish Borders | 6 | 0 | 0 | 6 | 14 | 129 | 222 | −93 | 0   |

| 7 de setembro 14:15 |         |        |                                          |
| Brive               | 56 – 18 | Border | Parc Municipal des Sports Público: 8,000 |
|                     |         |        | Parc Municipal des Sports Público: 8,000 |

| 7 de setembro 14:15 |         |      |                            |
| Pontypridd          | 15 – 21 | Bath | Sardis Road Público: 7,000 |
|                     |         |      | Sardis Road Público: 7,000 |

| 14 de setembro 14:30 |         |      |                               |
| Border               | 17 – 31 | Bath | Mansfield Park Público: 5,000 |
|                      |         |      | Mansfield Park Público: 5,000 |

| 14 de setembro 15:30 |         |            |                                          |
| Brive                | 32 – 31 | Pontypridd | Parc Municipal des Sports Público: 4,500 |
|                      |         |            | Parc Municipal des Sports Público: 4,500 |

| 20 de setembro 14:15 |         |       |                                      |
| Bath                 | 27 – 25 | Brive | The Recreation Ground Público: 8,500 |
|                      |         |       | The Recreation Ground Público: 8,500 |

| 20 de setembro 19:00 |         |            |                             |
| Border               | 16 – 23 | Pontypridd | Poynder Park Público: 4,000 |
|                      |         |            | Poynder Park Público: 4,000 |

| 27 de setembro 14:15 |         |       |                            |
| Pontypridd           | 29 – 29 | Brive | Sardis Road Público: 7,800 |
|                      |         |       | Sardis Road Público: 7,800 |

| 27 de setembro 15:00 |         |        |                                      |
| Bath                 | 27 – 23 | Border | The Recreation Ground Público: 5,000 |
|                      |         |        | The Recreation Ground Público: 5,000 |

| 4 de outubro 14:15 |         |        |                            |
| Pontypridd         | 46 – 26 | Border | Sardis Road Público: 4,500 |
|                    |         |        | Sardis Road Público: 4,500 |

| 5 de outubro 14:20 |         |      |                                           |
| Brive              | 29 – 12 | Bath | Parc Municipal des Sports Público: 10,000 |
|                    |         |      | Parc Municipal des Sports Público: 10,000 |

| 11 de outubro 14:15 |         |            |                                      |
| Bath                | 23 – 10 | Pontypridd | The Recreation Ground Público: 7,500 |
|                     |         |            | The Recreation Ground Público: 7,500 |

| 12 de outubro 14:30 |         |       |                           |
| Border              | 29 – 39 | Brive | Netherdale Público: 4,000 |
|                     |         |       | Netherdale Público: 4,000 |

### Grupo 4
| Team       | P | W | D | L | TF | PF  | PA  | +/- | Pts |
| ---------- | - | - | - | - | -- | --- | --- | --- | --- |
| Harlequins | 6 | 4 | 0 | 2 | 21 | 198 | 141 | +57 | 10  |
| Cardiff    | 6 | 4 | 0 | 2 | 17 | 184 | 146 | +38 | 8   |
| Bourgoin   | 6 | 2 | 0 | 4 | 14 | 141 | 180 | −39 | 4   |
| Munster    | 6 | 2 | 0 | 4 | 11 | 93  | 149 | −56 | 4   |

| 5 de setembro 16:05 |         |         |                                   |
| Bourgoin            | 26 – 25 | Cardiff | Stade Pierre Rajon Público: 6,000 |
|                     |         |         | Stade Pierre Rajon Público: 6,000 |

| 7 de setembro 14:00 |         |         |                                 |
| Harlequins          | 48 – 40 | Munster | Twickenham Stoop Público: 3,682 |
|                     |         |         | Twickenham Stoop Público: 3,682 |

| 13 de setembro 14:15 |        |          |                                 |
| Harlequins           | 45 – 7 | Bourgoin | Twickenham Stoop Público: 3,700 |
|                      |        |          | Twickenham Stoop Público: 3,700 |

| 13 de setembro 14:30 |         |         |                                  |
| Cardiff              | 43 – 23 | Munster | Cardiff Arms Park Público: 4,500 |
|                      |         |         | Cardiff Arms Park Público: 4,500 |

| 20 de setembro 15:00 |         |          |                             |
| Munster              | 17 – 15 | Bourgoin | Thomond Park Público: 6,000 |
|                      |         |          | Thomond Park Público: 6,000 |

| 21 de setembro 14:15 |         |            |                                  |
| Cardiff              | 21 – 28 | Harlequins | Cardiff Arms Park Público: 6,000 |
|                      |         |            | Cardiff Arms Park Público: 6,000 |

| 27 de setembro 15:00 |         |         |                              |
| Munster              | 32 – 37 | Cardiff | Musgrave Park Público: 5,000 |
|                      |         |         | Musgrave Park Público: 5,000 |

| 27 de setembro 18:05 |         |            |                                   |
| Bourgoin             | 18 – 30 | Harlequins | Stade Pierre Rajon Público: 7,500 |
|                      |         |            | Stade Pierre Rajon Público: 7,500 |

| 4 de outubro 15:00 |        |         |                                   |
| Bourgoin           | 21 – 6 | Munster | Stade Pierre Rajon Público: 6,000 |
|                    |        |         | Stade Pierre Rajon Público: 6,000 |

| 4 de outubro 15:00 |         |         |                                 |
| Harlequins         | 31 – 32 | Cardiff | Twickenham Stoop Público: 8,000 |
|                    |         |         | Twickenham Stoop Público: 8,000 |

| 11 de outubro 14:30 |        |          |                                  |
| Cardiff             | 26 – 6 | Bourgoin | Cardiff Arms Park Público: 5,928 |
|                     |        |          | Cardiff Arms Park Público: 5,928 |

| 12 de outubro 14:30 |         |            |                              |
| Munster             | 56 – 18 | Harlequins | Thomond Park Público: 10,000 |
|                     |         |            | Thomond Park Público: 10,000 |

### Grupo 5
| Team             | P | W | D | L | TF | PF  | PA  | +/-  | Pts |
| ---------------- | - | - | - | - | -- | --- | --- | ---- | --- |
| Pau              | 6 | 4 | 0 | 2 | 27 | 203 | 89  | +114 | 8   |
| Llanelli         | 6 | 4 | 0 | 2 | 15 | 144 | 142 | +2   | 8   |
| Benetton Treviso | 6 | 2 | 0 | 4 | 18 | 146 | 162 | −16  | 4   |
| Caledonia        | 6 | 2 | 0 | 4 | 8  | 89  | 189 | −100 | 4   |

| 6 de setembro 20:00 |         |     |                                          |
| Benetton Treviso    | 18 – 19 | Pau | Stadio Comunale di Monigo Público: 4,000 |
|                     |         |     | Stadio Comunale di Monigo Público: 4,000 |

| 7 de setembro 15:00 |         |                   |                               |
| Caledonia           | 18 – 23 | Llanelli Scarlets | McDiarmid Park Público: 2,300 |
|                     |         |                   | McDiarmid Park Público: 2,300 |

| 13 de setembro 18:05 |         |                   |                                          |
| Pau                  | 44 – 12 | Llanelli Scarlets | Stade Municipal du Hameau Público: 5,000 |
|                      |         |                   | Stade Municipal du Hameau Público: 5,000 |

| 14 de setembro 15:00 |        |                  |                               |
| Caledonia            | 17 – 9 | Benetton Treviso | McDiarmid Park Público: 2,000 |
|                      |        |                  | McDiarmid Park Público: 2,000 |

| 20 de setembro 14:00 |         |                  |                             |
| Llanelli             | 39 – 18 | Benetton Treviso | Stradey Park Público: 3,000 |
|                      |         |                  | Stradey Park Público: 3,000 |

| 20 de setembro 18:00 |         |           |                                          |
| Pau                  | 50 – 28 | Caledonia | Stade Municipal du Hameau Público: 6,500 |
|                      |         |           | Stade Municipal du Hameau Público: 6,500 |

| 27 de setembro 15:00 |        |           |                                          |
| Benetton Treviso     | 52 – 6 | Caledonia | Stadio Comunale di Monigo Público: 3,500 |
|                      |        |           | Stadio Comunale di Monigo Público: 3,500 |

| 28 de setembro 14:15 |         |     |                             |
| Llanelli             | 14 – 10 | Pau | Stradey Park Público: 3,500 |
|                      |         |     | Stradey Park Público: 3,500 |

| 4 de outubro 15:00 |         |          |                                          |
| Benetton Treviso   | 42 – 25 | Llanelli | Stadio Comunale di Monigo Público: 4,000 |
|                    |         |          | Stadio Comunale di Monigo Público: 4,000 |

| 5 de outubro 15:00 |         |     |                               |
| Caledonia          | 30 – 24 | Pau | McDiarmid Park Público: 3,000 |
|                    |         |     | McDiarmid Park Público: 3,000 |

| 11 de outubro 14:00 |         |           |                             |
| Llanelli            | 31 – 10 | Caledonia | Stradey Park Público: 3,000 |
|                     |         |           | Stradey Park Público: 3,000 |

| 11 de outubro 19:30 |        |                  |                                          |
| Pau                 | 56 – 7 | Benetton Treviso | Stade Municipal du Hameau Público: 7,500 |
|                     |        |                  | Stade Municipal du Hameau Público: 7,500 |

## Repescagem
| 1 de novembro 15:00 |         |         |                             |
| Leicester Tigers    | 90 – 19 | Glasgow | Welford Road Público: 6,500 |
|                     |         |         | Welford Road Público: 6,500 |

| 1 de novembro 16:30 |         |            |                                           |
| Brive               | 25 – 20 | Pontypridd | Parc Municipal des Sports Público: 13,000 |
|                     |         |            | Parc Municipal des Sports Público: 13,000 |

| 1 de novembro 17:15 |         |          |                                  |
| Cardiff             | 24 – 20 | Llanelli | Cardiff Arms Park Público: 8,000 |
|                     |         |          | Cardiff Arms Park Público: 8,000 |

## Fase final
|  | Quartas de final                          | Quartas de final                |                                   |    | Semifinais | Semifinais |  |  | Final | Final |
|  |                                           |                                 |                                   |    |            |            |  |  |       |       |
|  | 8 de novembro - Recreation Ground         |                                 |                                   |    |            |            |  |  |       |       |
|  |                                           |                                 |                                   |    |            |            |  |  |       |       |
|  | Bath                                      | 32                              |                                   |    |            |            |  |  |       |       |
|  | Bath                                      | 32                              | 20 de janeiro - Recreation Ground |    |            |            |  |  |       |       |
|  | Cardiff                                   | 21                              |                                   |    |            |            |  |  |       |       |
|  | Cardiff                                   | 21                              | Bath                              | 20 |            |            |  |  |       |       |
|  | 9 de novembro - Stade Municipal du Hameau |                                 | Bath                              | 20 |            |            |  |  |       |       |
|  |                                           | Pau                             | 14                                |    |            |            |  |  |       |       |
|  | Pau                                       | Pau                             | 14                                | 35 |            |            |  |  |       |       |
|  | Pau                                       |                                 | 31 de janeiro - Stade Lescure     | 35 |            |            |  |  |       |       |
|  | Leicester Tigers                          | 18                              |                                   |    |            |            |  |  |       |       |
|  | Leicester Tigers                          | 18                              | Bath                              | 19 |            |            |  |  |       |       |
|  | 8 de novembro - Stade Municipal           |                                 | Bath                              | 19 |            |            |  |  |       |       |
|  |                                           | Brive                           | 18                                |    |            |            |  |  |       |       |
|  | Toulouse                                  | Brive                           | 18                                | 51 |            |            |  |  |       |       |
|  | Toulouse                                  | 21 de janeiro - Stade Municipal |                                   | 51 |            |            |  |  |       |       |
|  | Harlequins                                | 10                              |                                   |    |            |            |  |  |       |       |
|  | Harlequins                                | 10                              | Toulouse                          | 22 |            |            |  |  |       |       |
|  | 9 de novembro - Loftus Road Stadium       |                                 | Toulouse                          | 22 |            |            |  |  |       |       |
|  |                                           | Brive                           | 22                                |    |            |            |  |  |       |       |
|  | London Wasps                              | Brive                           | 22                                | 18 |            |            |  |  |       |       |
|  | London Wasps                              |                                 |                                   | 18 |            |            |  |  |       |       |
|  | Brive                                     | 25                              |                                   |    |            |            |  |  |       |       |
|  | Brive                                     | 25                              |                                   |    |            |            |  |  |       |       |

### Quartas de final
| 8 de novembro 14:15 |         |         |                                  |
| Bath                | 32 – 21 | Cardiff | Recreation Ground Público: 8,200 |
|                     |         |         | Recreation Ground Público: 8,200 |

| 8 de novembro 15:30 |         |            |                                 |
| Toulouse            | 51 – 10 | Harlequins | Stade Municipal Público: 18,000 |
|                     |         |            | Stade Municipal Público: 18,000 |

| 9 de novembro 14:15 |         |       |                                     |
| London Wasps        | 18 – 25 | Brive | Loftus Road Stadium Público: 10,481 |
|                     |         |       | Loftus Road Stadium Público: 10,481 |

| 9 de novembro 15:20 |         |                  |                                           |
| Pau                 | 35 – 18 | Leicester Tigers | Stade Municipal du Hameau Público: 12,000 |
|                     |         |                  | Stade Municipal du Hameau Público: 12,000 |

### Semi-final
| 20 de dezembro 14:00 |         |     |                                  |
| Bath                 | 20 – 14 | Pau | Recreation Ground Público: 8,200 |
|                      |         |     | Recreation Ground Público: 8,200 |

| 21 de dezembro 15:20 |         |       |                                 |
| Toulouse             | 22 – 22 | Brive | Stade Municipal Público: 26,000 |
|                      |         |       | Stade Municipal Público: 26,000 |

- O Brive avançou devido a contagem de ensaios (2-1)

### Final
| 31 de janeiro 15:20 |         |       |                               |
| Bath                | 19 – 18 | Brive | Stade Lescure Público: 36,500 |
|                     | Report  |       | Stade Lescure Público: 36,500 |

## Campeão
| Copa Heineken 1997-98       |
| --------------------------- |
| Bath Rugby Bath (1º título) |